# Список пищевых добавок E600 — E699

## E600-E699
Пищевые добавки. Группа усилителей вкуса и аромата.

Группа аминокислот и их производных, стимулирующих рецепторы вкусового восприятия белковых продуктов.

| Индекс | Название вещества                      | Английское название                     | Технологические функции     |
| ------ | -------------------------------------- | --------------------------------------- | --------------------------- |
| E620   | Глутаминовая кислота, L(+)-            | Glutamic acid, L(+)-                    | усилитель вкуса и аромата   |
| E621   | Глутаминат натрия однозамещенный       | Monosodium glutamate (MSG)              | усилитель вкуса и аромата   |
| E622   | Глутаминат калия однозамещенный        | Monopotassium glutamate                 | усилитель вкуса и аромата   |
| E623   | Глутаминат кальция                     | en:Calcium diglutamate                  | усилитель вкуса и аромата   |
| E624   | Глутаминат аммония однозамещенный      | en:Monoammonium glutamate               | усилитель вкуса и аромата   |
| E625   | Глутаминат магния                      | en:Magnesium diglutamate                | усилитель вкуса и аромата   |
| E626   | Гуаниловая кислота                     | Guanylic acid                           | усилитель вкуса и аромата   |
| E627   | 5'-Гуанилат натрия двузамещенный       | en:Disodium guanylate, sodium guanylate | усилитель вкуса и аромата   |
| E628   | 5'-Гуанилат калия двузамещенный        | en:Dipotassium guanylate                | усилитель вкуса и аромата   |
| E629   | 5'-Гуанилат кальция                    | en:Calcium guanylate                    | усилитель вкуса и аромата   |
| E630   | Инозиновая кислота                     | Inosinic acid                           | усилитель вкуса и аромата   |
| E631   | 5'-Инозинат натрия двузамещенный       | Disodium inosinate                      | усилитель вкуса и аромата   |
| E632   | Инозинат калия                         | Dipotassium inosinate                   | усилитель вкуса и аромата   |
| E633   | 5'-инозинат кальция                    | en:Calcium inosinate                    | усилитель вкуса и аромата   |
| E634   | 5'-рибонуклеотиды кальция              | Calcium 5'-ribonucleotides              | усилитель вкуса и аромата   |
| E635   | 5'-рибонуклеотиды натрия двузамещенные | en:Disodium 5'-ribonucleotides          | усилитель вкуса и аромата   |
| E636   | Мальтол                                | en:Maltol                               | усилитель вкуса и аромата   |
| E637   | Этилмальтол                            | en:Ethyl maltol                         | усилитель вкуса и аромата   |
| E640   | Глицин и его натриевая соль            | Glycine and its sodium salt             | модификатор вкуса и аромата |
| E641   | L-лейцин                               | leucine                                 | модификатор вкуса и аромата |
| E642   | Лизин гидрохлорид                      | Lysin hydrochlorid                      | усилитель вкуса и аромата   |
| E650   | Ацетат цинка                           | Zinc acetate                            | усилитель вкуса и аромата   |

| Обозначения | | | | | |
| Exxx        | Вещество не входит в список пищевых добавок, разрешённых к применению в пищевой промышленности в Российской Федерации (Приложение 1 к СанПиН 2.3.2.1293-03)                                                             | Вещество не входит в список пищевых добавок, разрешённых к применению в пищевой промышленности в Российской Федерации (Приложение 1 к СанПиН 2.3.2.1293-03)                                                             | Вещество не входит в список пищевых добавок, разрешённых к применению в пищевой промышленности в Российской Федерации (Приложение 1 к СанПиН 2.3.2.1293-03)                                                             | Вещество не входит в список пищевых добавок, разрешённых к применению в пищевой промышленности в Российской Федерации (Приложение 1 к СанПиН 2.3.2.1293-03)                                                             | Вещество не входит в список пищевых добавок, разрешённых к применению в пищевой промышленности в Российской Федерации (Приложение 1 к СанПиН 2.3.2.1293-03)                                                             |
| Exxx        | Вещество входило в список пищевых добавок, допустимых к применению в пищевой промышленности Российской Федерации в период с 2003 года по 1 августа 2008 года (СанПиН 2.3.2.2364-08)                                     | Вещество входило в список пищевых добавок, допустимых к применению в пищевой промышленности Российской Федерации в период с 2003 года по 1 августа 2008 года (СанПиН 2.3.2.2364-08)                                     | Вещество входило в список пищевых добавок, допустимых к применению в пищевой промышленности Российской Федерации в период с 2003 года по 1 августа 2008 года (СанПиН 2.3.2.2364-08)                                     | Вещество входило в список пищевых добавок, допустимых к применению в пищевой промышленности Российской Федерации в период с 2003 года по 1 августа 2008 года (СанПиН 2.3.2.2364-08)                                     | Вещество входило в список пищевых добавок, допустимых к применению в пищевой промышленности Российской Федерации в период с 2003 года по 1 августа 2008 года (СанПиН 2.3.2.2364-08)                                     |
| Exxx        | Вещество входит в список пищевых добавок, допустимых к применению в пищевой промышленности Российской Федерации в качестве вспомогательного средства для производства пищевой продукции (п.2.25.2 СанПиН 2.3.2.1293-03) | Вещество входит в список пищевых добавок, допустимых к применению в пищевой промышленности Российской Федерации в качестве вспомогательного средства для производства пищевой продукции (п.2.25.2 СанПиН 2.3.2.1293-03) | Вещество входит в список пищевых добавок, допустимых к применению в пищевой промышленности Российской Федерации в качестве вспомогательного средства для производства пищевой продукции (п.2.25.2 СанПиН 2.3.2.1293-03) | Вещество входит в список пищевых добавок, допустимых к применению в пищевой промышленности Российской Федерации в качестве вспомогательного средства для производства пищевой продукции (п.2.25.2 СанПиН 2.3.2.1293-03) | Вещество входит в список пищевых добавок, допустимых к применению в пищевой промышленности Российской Федерации в качестве вспомогательного средства для производства пищевой продукции (п.2.25.2 СанПиН 2.3.2.1293-03) |
| Exxx        | Вещество входит в список пищевых добавок, запрещённых к применению в пищевой промышленности других стран, но допустимых в Российской Федерации                                                                          | Вещество входит в список пищевых добавок, запрещённых к применению в пищевой промышленности других стран, но допустимых в Российской Федерации                                                                          | Вещество входит в список пищевых добавок, запрещённых к применению в пищевой промышленности других стран, но допустимых в Российской Федерации                                                                          | Вещество входит в список пищевых добавок, запрещённых к применению в пищевой промышленности других стран, но допустимых в Российской Федерации                                                                          | Вещество входит в список пищевых добавок, запрещённых к применению в пищевой промышленности других стран, но допустимых в Российской Федерации                                                                          |